# Megalaria
Megalaria is een geslacht van korstmossen behorend tot de familie Ramalinaceae. De typesoort is Megalaria grossa.

## Soorten
Volgens Index Fungorum bevat het geslacht 34 soorten (peildatum januari 2023):
| Soortnaam                | Auteur(s)                                     | Publicatiejaar |
| ------------------------ | --------------------------------------------- | -------------- |
| Megalaria allantoidea    | Fryday                                        | 2007           |
| Megalaria anaglyptica    | (Kremp.) Fryday & Lendemer                    | 2010           |
| Megalaria bengalensis    | Jagad. Ram, Aptroot, G.P. Sinha & Kr.P. Singh | 2007           |
| Megalaria bryophila      | (Müll. Arg.) Elix                             | 2012           |
| Megalaria endochroma     | (Fée) Fryday & Lendemer                       | 2010           |
| Megalaria grossa         | (Pers. ex Nyl.) Hafellner                     | 1984           |
| Megalaria hafellneriana  | Kantvilas                                     | 2016           |
| Megalaria imshaugii      | Fryday                                        | 2004           |
| Megalaria insularis      | P.M. McCarthy & Elix                          | 2018           |
| Megalaria intermiscens   | (Nyl.) Fryday & Lendemer                      | 2010           |
| Megalaria intermixta     | (Nyl.) Kalb                                   | 2007           |
| Megalaria jemtlandica    | (Th. Fr. & Almq.) Fryday                      | 2004           |
| Megalaria laureri        | (Hepp ex Th. Fr.) Hafellner                   | 1993           |
| Megalaria leptocheila    | (Tuck.) Fryday & Lendemer                     | 2010           |
| Megalaria leucochlora    | (Mont.) Fryday & Lendemer                     | 2010           |
| Megalaria macrospora     | Fryday                                        | 2004           |
| Megalaria maculosa       | (Stirt.) D.J. Galloway                        | 2004           |
| Megalaria melaloma       | (Zahlbr.) Kantvilas                           | 2008           |
| Megalaria melanopotamica | (I.M. Lamb) Fryday & Lendemer                 | 2010           |
| Megalaria montana        | P.M. McCarthy & Elix                          | 2016           |
| Megalaria obludens       | (Nyl.) Fryday & Lendemer                      | 2010           |
| Megalaria ochraceonigra  | (Räsänen) Kalb                                | 2007           |
| Megalaria orokonuiana    | Fryday & A. Knight                            | 2012           |
| Megalaria pannosa        | (Zahlbr.) Fryday & Lendemer                   | 2010           |
| Megalaria phaeolomiza    | (I.M. Lamb) Fryday & Lendemer                 | 2010           |
| Megalaria planocarpa     | Kantvilas                                     | 2016           |
| Megalaria pulverea       | (Borrer) Hafellner & E. Schreiner             | 1992           |
| Megalaria semipallida    | (Nyl. ex C. Knight) D.J. Galloway             | 2004           |
| Megalaria spodophana     | (Nyl.) D.J. Galloway                          | 2004           |
| Megalaria subcarnea      | (Müll. Arg.) D.J. Galloway                    | 2004           |
| Megalaria subintermixta  | (Müll. Arg.) Kantvilas                        | 2016           |
| Megalaria sublivens      | (Nyl.) D.J. Galloway                          | 2004           |
| Megalaria subtasmanica   | Kantvilas                                     | 2008           |
| Megalaria variegata      | (Müll. Arg.) D.J. Galloway                    | 2004           |